# (419624) 2010 SO16
(419624) 2010 SO16 es un asteroide que forma parte de los asteroides Apolo, descubierto el 17 de septiembre de 2010 por Wide-field Infrared Survey Explorer desde el telescopio espacial Wide-Field Infrared Survey Explorer (WISE), Estados Unidos.

## Designación y nombre
Designado provisionalmente como 2010 SO16.

## Características orbitales
2010 SO16 está situado a una distancia media del Sol de 1,002 ua, pudiendo alejarse hasta 1,078 ua y acercarse hasta 0,926 ua. Su excentricidad es 0,075 y la inclinación orbital 14,52 grados. Emplea 366 días en completar una órbita alrededor del Sol.

## Características físicas
La magnitud absoluta de 2010 SO16 es 20,5. Tiene 0,357 km de diámetro y su albedo se estima en 0,084.